# Joazaf (Kallistow)
Joazaf, imię świeckie: Pawieł Dmitrijewicz Kallistow, (ur. 1849, zm. 3 lutego 1920) – biskup Rosyjskiego Kościoła Prawosławnego.

## Życiorys
Urodził się w rodzinie kapłana prawosławnego. Ukończył seminarium duchowne w Kostromie, zaś w 1876 uzyskał tytuł kandydata nauk teologicznych w Petersburskiej Akademii Duchownej. W tym samym roku wyjechał do Wilna, gdzie wykładał język grecki w seminarium duchownym i uczył w szkole dla dziewcząt. W 1890 przyjął święcenia kapłańskie i został skierowany do Warszawy. Był duchownym w cerkwiach szkolnych w tym mieście, a od 1892 dziekanem dekanatu warszawskiego. W 1902 został proboszczem parafii przy soborze Trójcy Świętej w Warszawie. W 1912, po śmierci żony, złożył 1 grudnia wieczyste śluby mnisze, zaś następnego dnia otrzymał godność archimandryty. W tym samym roku wyświęcony na biskupa nowogieorgijewskiego, wikariusza eparchii warszawskiej i nadwiślańskiej. Chirotonia miała miejsce w Ławrze Aleksandra Newskiego w Petersburgu, zaś głównym konsekratorem był metropolita kijowski i halicki Flawian (Horodecki).
Od 20 marca 1917 był biskupem dmitrowskim, wikariuszem eparchii moskiewskiej, pełniąc równocześnie obowiązki locum tenens eparchii moskiewskiej i kołomieńskiej (do 21 czerwca 1917) oraz warszawskiej. Od 15 stycznia 1918 nosił tytuł arcybiskupa kołomieńskiego i możajskiego. 11 października 1919 przeniesiony na katedrę kruticką. Zmarł w 1920.